# Marģeris Zariņš
Marģeris Zariņš (24. maj 1910 i Jaunpiebalga i Guvernement Livland – 27. februar 1993 i Riga i Letland)
var en lettisk komponist og forfatter. Han var ophavsmand til både symfonisk og vokal symfonisk musik, kormusik, vokal kammermusik, kantater, oratorier og operaer, samt moderne pikareske romaner og noveller.
Marģeris Zariņš var en enestående figur på den lettiske kunstscene i den anden halvdel af det 20. århundrede. I efterkrigstiden fastholdt han og udviklede tilgangen til folklore, der allerede dukkede op i korarrangementer af den yngre generation af lettiske komponister i 1930'erne, hovedsagelig i værker af Volfgangs Dārziņš og Janis Kalniņš. I forskel til sine forgængere, valgte han at udvikle de elementer af dans, humor og leg der findes i folkemusik. Det højnede udtryk for leg medførte udvikling i kunsten at skrive kormusik; en stigning i virtuositet og miljøfremme med teknikker, der normalt anvendes indenfor instrumentalmusik. Han komponerede hovedsagelig operaer og musicals, og værker i andre musikgenrer med sangtekster. Til tider hyldede Zariņš det sovjetiske regime i sit arbejde, og alligevel i 1960'erne var hans til tider chokerende nyskabelser af form, hans paradoksale tankegang, og hans brug af stilisering tilladte ting, der skal betragtes på en frisk og ironisk måde. Denne nye vision bragte tankefrihed med sig og tjente til at udhule standardiseret æstetik og dogmatisk tankegang, der dannede grundlaget for sovjetiske ideologi.
Zariņš var uddannet ved Jelgava Lærerkollegium i 1928, og han studerede orgel, klaver og komposition ved Letlands Konservatorium fra 1928 til 1933. Han var musikalsk leder af Dailes Teater i årene fra 1940 til 1950, og formand for Letlands Komponistforening i to perioder (1951–52 og 1956–68). Hans musikalske produktion er stor og forskelligartet. Hans bedste værker viser en teatralsk konkret, slående fantasi, udtryksfulde ændringer af stil og genre, kunstneriske evner, og særdeles forskellige former for humor. Han komponerede fem operaer ,hvoraf fire har været udført på Letlands Nationalopera, to musikalske komedier, vokale orkesterværker, seks koncerter, kammermusiske sangcyklusser, orgelmusik, musik til teater og film, og over 100 sange for kor, herunder ti sangcykluser. Zariņš er også forfatter til omkring ti novellesamlinger og flere romaner.